# Hesperocharis hirlanda
Hesperocharis hirlanda es una especie de mariposas de la familia Pieridae (subfamilia Pierinae, tribu Anthocharini). Incluye nueve subespecies, que se distribuyen por América Central, Brasil, Ecuador, Colombia, Perú y Venezuela.

## Subespecies
- Hesperocharis hirlanda hirlanda (Stoll, 1790)
- Hesperocharis hirlanda helvia (Latreille, 1813)
- Hesperocharis hirlanda fulvinota (Butler, 1871)
- Hesperocharis hirlanda apicalis (Fruhstorfer, 1907)
- Hesperocharis hirlanda niaguida (Fruhstorfer, 1907)
- Hesperocharis hirlanda praeclara (Fruhstorfer, 1907)
- Hesperocharis hirlanda serda (Fruhstorfer, 1907)
- Hesperocharis hirlanda minturna (Fruhstorfer, 1910)
- Hesperocharis hirlanda planasia (Fruhstorfer, 1910)